# Ochodaeus lanyuensis
Ochodaeus lanyuensis es una especie de coleóptero de la familia Ochodaeidae.

## Distribución geográfica
Habita en Taiwán.